# Habrotrocha crenata
Habrotrocha crenata is een raderdiertjessoort uit de familie Habrotrochidae. De wetenschappelijke naam van deze soort is voor het eerst geldig gepubliceerd in 1905 door Murray.